# Elecciones primarias de Argentina de 2015
El 9 de agosto de 2015 se realizaron las elecciones primarias, abiertas, simultáneas y obligatorias (PASO), para determinar las candidaturas para los cargos nacionales en las elecciones presidenciales y legislativas de octubre de 2015.

## Desarrollo
En estas elecciones primarias se eligen candidatos a presidente de la Nación y legisladores nacionales (senadores y diputados nacionales). Sin embargo, los frentes que compiten independientemente, para ser habilitados a las elecciones generales de octubre, deben cumplir como requisito alcanzar como mínimo el 1,5% de los votos. Mientras que de los frentes con varios candidados, quedará habilitado el candidato de más votos con el mínimo antes mencionado.
Las elecciones para cargos provinciales (gobernadores, diputados provinciales, senadores provinciales, etc.) y municipales (intendentes, concejales, etc.) son independiente de las elecciones para cargos nacionales y pueden o no realizarse en las mismas fechas.
Por primera vez en la historia de Argentina, se estarán eligiendo 19 representantes parlamentarios al Mercosur por todo el distrito nacional, mientras que también se escogerán a otros 24 representantes por distrito regional (uno por provincia y otro por la Ciudad Autónoma de Buenos Aires). Uno de los candidatos en la provincia de Tierra del Fuego, Antártida e Islas del Atlántico Sur, Alejandro Betts, es oriundo de las islas Malvinas. Para las elecciones primarias, el padrón de electores de Tierra del Fuego incorporó a cinco ciudadanos argentinos nacidos en las Malvinas y radicados en territorio continental.
En mayo de 2015, la Justicia Electoral argentina publicó un padrón provisorio para hacer reclamos en casos de datos erróneos.
Estuvieron habilitados para votar todos los ciudadanos argentinos mayores de 16 años o que cumplan los 16 años antes del 25 de octubre de 2015. Eso significó que quienes tuvieran 15 años y cumplan los 16 antes del 25 de octubre (con excepción de la provincia de Córdoba) serán incluidos en el padrón electoral.

## Resultados

### Elecciones presidenciales
Habilitado para las elecciones generales
|  | 100 % |

|  | 36,69 % |

|  | 81,33 % |

|  | 28,57 % |

|  | 11,10 % |

|  | 7,57 % |

|  | 69,64 % |

|  | 20.56 % |

|  | 30,36 % |

|  | 100 % |

|  | 3,29 % |

|  | 51,29 % |

|  | 3,08 % |

|  | 48,71 % |

|  | 100 % |

|  | 1,99 % |

|  | 100 % |

|  | 0,45 % |

|  | 100 % |

|  | 0,44 % |

|  | 100 % |

|  | 0,40 % |

|  | 100 % |

|  | 0,29 % |

|  | 100 % |

|  | 0,17 % |

|  | 93,88 % |

|  | 5,06 % |

|  | 98,94 % |

|  | 1,06 % |

|  | 74,91 % |

|  | 25,09 % |

|  | 100 % |

### Elecciones legislativas

#### Cámara de Diputados
|  | 35,53 % |

|  | 100 % |

|  | 26,17 % |

|  | 91,33 % |

|  | 8,67 % |

|  | 17,52 % |

|  | 100 % |

|  | 3,79 % |

|  | 67,55 % |

|  | 32,45 % |

|  | 3,26 % |

|  | 56,85 % |

|  | 43,15 % |

|  | 0,90 % |

|  | 100 % |

|  | 0,44 % |

|  | 100 % |

|  | 0,42 % |

|  | 100 % |

|  | 0,30 % |

|  | 100 % |

|  | 0,28 % |

|  | 100 % |

|  | 0,17 % |

|  | 100 % |

|  | 0,15 % |

|  | 100 % |

|  | 0,06 % |

|  | 100 % |

|  | 0,03 % |

|  | 100 % |

|  | 89,02 % |

|  | 10,98 % |

|  | 99,33 % |

|  | 0,67 % |

|  | 77,04 % |

|  | 100 % |

|  | 46,67 % |

|  | 84,69 % |

|  | 8,01 % |

|  | 7,30 % |

|  | 22,02 % |

|  | 100 % |

|  | 12,15 % |

|  | 100 % |

|  | 6,40 % |

|  | 60,49 % |

|  | 39,51 % |

|  | 4,08 % |

|  | 57,38 % |

|  | 42,62 % |

|  | 2,84 % |

|  | 100 % |

|  | 1,02 % |

|  | 100 % |

|  | 0,75 % |

|  | 100 % |

|  | 0,50 % |

|  | 100 % |

|  | 0,43 % |

|  | 100 % |

|  | 0,28 % |

|  | 100 % |

|  | 0,15 % |

|  | 100 % |

|  | 0,07 % |

|  | 100 % |

|  | 97,36 % |

|  | 2,64 % |

|  | 99,18 % |

|  | 0,82 % |

|  | 73,81 % |

|  | 100 % |

|  | 42,33 % |

|  | 100 % |

|  | 28,12 % |

|  | 76,96 % |

|  | 23,04 % |

|  | 4,90 % |

|  | 100 % |

|  | 0,96 % |

|  | 100 % |

|  | 0,55 % |

|  | 100 % |

|  | 0,25 % |

|  | 100 % |

|  | 77,11 % |

|  | 22,89 % |

|  | 99,76 % |

|  | 0,24 % |

|  | 74,61 % |

|  | 100 % |

|  | 52,41 % |

|  | 100 % |

|  | 24,05 % |

|  | 100 % |

|  | 9,07 % |

|  | 100 % |

|  | 2,41 % |

|  | 100 % |

|  | 1,52 % |

|  | 100 % |

|  | 1,51 % |

|  | 100 % |

|  | 0,62 % |

|  | 100 % |

|  | 0,59 % |

|  | 100 % |

|  | 92,18 % |

|  | 7,82 % |

|  | 99,52 % |

|  | 0,48 % |

|  | 71,87 % |

|  | 100 % |

|  | 30,96 % |

|  | 92,17 % |

|  | 7,83 % |

|  | 24,92 % |

|  | 100 % |

|  | 12,67 % |

|  | 100 % |

|  | 1,63 % |

|  | 100 % |

|  | 1,00 % |

|  | 100 % |

|  | 0,93 % |

|  | 100 % |

|  | 0,64 % |

|  | 100 % |

|  | 0,53 % |

|  | 100 % |

|  | 73,28 % |

|  | 26,72 % |

|  | 98,48 % |

|  | 1,52 % |

|  | 76,51 % |

|  | 100 % |

|  | 36,02 % |

|  | 100 % |

|  | 31,99 % |

|  | 100 % |

|  | 13,81 % |

|  | 100 % |

|  | 4,47 % |

|  | 63,17 % |

|  | 36,83 % |

|  | 2,58 % |

|  | 100 % |

|  | 2,53 % |

|  | 38,20 % |

|  | 35,21 % |

|  | 26,59 % |

|  | 0,59 % |

|  | 100 % |

|  | 0,42 % |

|  | 100 % |

|  | 0,26 % |

|  | 100 % |

|  | 92,67 % |

|  | 7,33 % |

|  | 98,84 % |

|  | 1,16 % |

|  | 71,20 % |

|  | 100 % |

|  | 45,01 % |

|  | 100 % |

|  | 28,18 % |

|  | 79,42 % |

|  | 11,64 % |

|  | 8,95 % |

|  | 14,31 % |

|  | 54,89 % |

|  | 45,11 % |

|  | 0,82 % |

|  | 100 % |

|  | 0,49 % |

|  | 100 % |

|  | 0,25 % |

|  | 100 % |

|  | 0,22 % |

|  | 100 % |

|  | 89,28 % |

|  | 10,72 % |

|  | 99,30 % |

|  | 0,70 % |

|  | 74,74 % |

|  | 100 % |

|  | 32,35 % |

|  | 100 % |

|  | 26,23 % |

|  | 100 % |

|  | 10,46 % |

|  | 100 % |

|  | 1,45 % |

|  | 100 % |

|  | 0,88 % |

|  | 100 % |

|  | 0,67 % |

|  | 100 % |

|  | 72,04 % |

|  | 27,96 % |

|  | 99,21 % |

|  | 0,79 % |

|  | 81,06 % |

|  | 100 % |

|  | 58,29 % |

|  | 100 % |

|  | 28,07 % |

|  | 97,50 % |

|  | 2,50 % |

|  | 1,36 % |

|  | 100 % |

|  | 0,79 % |

|  | 100 % |

|  | 0,43 % |

|  | 100 % |

|  | 88,94 % |

|  | 11,06 % |

|  | 99,31 % |

|  | 0,69 % |

|  | 72,72 % |

|  | 100 % |

|  | 43,95 % |

|  | 49,57 % |

|  | 31,67 % |

|  | 18,76 % |

|  | 34,87 % |

|  | 100 % |

|  | 6,06 % |

|  | 79,77 % |

|  | 20,23 % |

|  | 0,78 % |

|  | 100 % |

|  | 0,57 % |

|  | 100 % |

|  | 0,55 % |

|  | 100 % |

|  | 0,43 % |

|  | 100 % |

|  | 87,21 % |

|  | 12,79 % |

|  | 98,96 % |

|  | 1,04 % |

|  | 77,13 % |

|  | 100 % |

|  | 42,63 % |

|  | 58,19 % |

|  | 41,81 % |

|  | 33,78 % |

|  | 54,22 % |

|  | 45,78 % |

|  | 9,80 % |

|  | 100 % |

|  | 1,93 % |

|  | 100 % |

|  | 1,40 % |

|  | 100 % |

|  | 0,54 % |

|  | 100 % |

|  | 90,08 % |

|  | 9,92 % |

|  | 99,05 % |

|  | 0,95 % |

|  | 77,87 % |

|  | 100 % |

|  | 40,22 % |

|  | 100 % |

|  | 32,17 % |

|  | 100 % |

|  | 3,79 % |

|  | 100 % |

|  | 1,80 % |

|  | 100 % |

|  | 1,22 % |

|  | 100 % |

|  | 0,91 % |

|  | 100 % |

|  | 0,36 % |

|  | 100 % |

|  | 80,47 % |

|  | 19,53 % |

|  | 99,13 % |

|  | 0,87 % |

|  | 66,34 % |

|  | 100 % |

|  | 38,62 % |

|  | 74,71 % |

|  | 13,71 % |

|  | 11,58 % |

|  | 30,47 % |

|  | 100 % |

|  | 10,08 % |

|  | 100 % |

|  | 8,77 % |

|  | 91,29 % |

|  | 8,71 % |

|  | 4,18 % |

|  | 100 % |

|  | 1,05 % |

|  | 100 % |

|  | 0,26 % |

|  | 100 % |

|  | 93,43 % |

|  | 6,57 % |

|  | 98,46 % |

|  | 1,54 % |

|  | 78,59 % |

|  | 100 % |

|  | 47,14 % |

|  | 100 % |

|  | 11,24 % |

|  | 100 % |

|  | 9,34 % |

|  | 100 % |

|  | 8,71 % |

|  | 42,74 % |

|  | 27,66 % |

|  | 16,51 % |

|  | 13,08 % |

|  | 8,31 % |

|  | 100 % |

|  | 2,47 % |

|  | 100 % |

|  | 1,07 % |

|  | 100 % |

|  | 0,68 % |

|  | 100 % |

|  | 0,63 % |

|  | 100 % |

|  | 0,49 % |

|  | 100 % |

|  | 90,08 % |

|  | 9,92 % |

|  | 99,02 % |

|  | 0,98 % |

|  | 76,47 % |

|  | 100 % |

|  | 25,75 % |

|  | 100 % |

|  | 17,65 % |

|  | 100 % |

|  | 17,52 % |

|  | 67,92 % |

|  | 19,04 % |

|  | 13,05 % |

|  | 9,26 % |

|  | 100 % |

|  | 6,34 % |

|  | 62,71 % |

|  | 37,29 % |

|  | 2,41 % |

|  | 100 % |

|  | 0,89 % |

|  | 100 % |

|  | 0,78 % |

|  | 100 % |

|  | 0,68 % |

|  | 100 % |

|  | 81,28 % |

|  | 18,72 % |

|  | 96,75 % |

|  | 3,25 % |

|  | 80,09 % |

|  | 100 % |

|  | 39,16 % |

|  | 100 % |

|  | 20,81 % |

|  | 100 % |

|  | 2,34 % |

|  | 70,76 % |

|  | 29,24 % |

|  | 1,73 % |

|  | 100 % |

|  | 0,68 % |

|  | 100 % |

|  | 0,57 % |

|  | 100 % |

|  | 65,29 % |

|  | 34,71 % |

|  | 98,51 % |

|  | 1,49 % |

|  | 73,67 % |

|  | 100 % |

|  | 40,47 % |

|  | 67,67 % |

|  | 32,33 % |

|  | 22,17 % |

|  | 56,38 % |

|  | 43,62 % |

|  | 21,07 % |

|  | 61,92 % |

|  | 38,08 % |

|  | 4,08 % |

|  | 100 % |

|  | 1,03 % |

|  | 62,33 % |

|  | 37,67 % |

|  | 0,90 % |

|  | 100 % |

|  | 0,66 % |

|  | 100 % |

|  | 0,58 % |

|  | 100 % |

|  | 0,43 % |

|  | 100 % |

|  | 91,39 % |

|  | 8,61 % |

|  | 99,26 % |

|  | 0,74 % |

|  | 67,26 % |

|  | 100 % |

|  | 54,67 % |

|  | 100 % |

|  | 18,82 % |

|  | 71,49 % |

|  | 28,51 % |

|  | 10,16 % |

|  | 71,50 % |

|  | 17,58 % |

|  | 10,92 % |

|  | 1,90 % |

|  | 100 % |

|  | 1,46 % |

|  | 67,18 % |

|  | 32,82 % |

|  | 0,34 % |

|  | 100 % |

|  | 0,31 % |

|  | 100 % |

|  | 87,66 % |

|  | 12,34 % |

|  | 99,07 % |

|  | 0,93 % |

|  | 80,30 % |

|  | 100 % |

|  | 47,47 % |

|  | 100 % |

|  | 14,41 % |

|  | 50,07 % |

|  | 49,93 % |

|  | 13,04 % |

|  | 100 % |

|  | 0,84 % |

|  | 100 % |

|  | 0,73 % |

|  | 100 % |

|  | 0,56 % |

|  | 100 % |

|  | 0,22 % |

|  | 100 % |

|  | 77,27 % |

|  | 22,73 % |

|  | 98,98 % |

|  | 1,02 % |

|  | 81,46 % |

|  | 100 % |

|  | 42,30 % |

|  | 69,01 % |

|  | 30,99 % |

|  | 39,28 % |

|  | 100 % |

|  | 5,14 % |

|  | 100 % |

|  | 0,86 % |

|  | 100 % |

|  | 0,76 % |

|  | 100 % |

|  | 88,34 % |

|  | 11,66 % |

|  | 98,29 % |

|  | 1,71 % |

|  | 72,33 % |

|  | 100 % |

|  | 30,10 % |

|  | 100 % |

|  | 25,10 % |

|  | 100 % |

|  | 17,39 % |

|  | 100 % |

|  | 11,21 % |

|  | 100 % |

|  | 2,29 % |

|  | 57,80 % |

|  | 42,20 % |

|  | 2,20 % |

|  | 37,70 % |

|  | 32,77 % |

|  | 29,53 % |

|  | 0,49 % |

|  | 100 % |

|  | 0,41 % |

|  | 100 % |

|  | 0,25 % |

|  | 100 % |

|  | 0,18 % |

|  | 100 % |

|  | 0,13 % |

|  | 100 % |

|  | 89,75 % |

|  | 10,25 % |

|  | 97,81 % |

|  | 2,19 % |

|  | 67,19 % |

|  | 100 % |

|  | 63,05 % |

|  | 100 % |

|  | 13,28 % |

|  | 50,47 % |

|  | 49,53 % |

|  | 13,21 % |

|  | 100 % |

|  | 0,79 % |

|  | 100 % |

|  | 0,77 % |

|  | 100 % |

|  | 0,38 % |

|  | 100 % |

|  | 91,48 % |

|  | 8,52 % |

|  | 99,60 % |

|  | 0,40 % |

|  | 68,89 % |

|  | 100 % |

|  | 37,73 % |

|  | 100 % |

|  | 13,57 % |

|  | 100 % |

|  | 13,18 % |

|  | 100 % |

|  | 3,87 % |

|  | 100 % |

|  | 3,73 % |

|  | 100 % |

|  | 3,03 % |

|  | 100 % |

|  | 1,83 % |

|  | 100 % |

|  | 1,40 % |

|  | 100 % |

|  | 0,70 % |

|  | 100 % |

|  | 79,04 % |

|  | 20,96 % |

|  | 96,28 % |

|  | 3,72 % |

|  | 73,16 % |

|  | 100 % |

|  | 51,55 % |

|  | 100 % |

|  | 22,98 % |

|  | 100 % |

|  | 6,54 % |

|  | 100 % |

|  | 2,12 % |

|  | 51,25 % |

|  | 48,75 % |

|  | 0,99 % |

|  | 100 % |

|  | 0,48 % |

|  | 100 % |

|  | 0,39 % |

|  | 100 % |

|  | 85,05 % |

|  | 14,95 % |

|  | 99,00 % |

|  | 1,00 % |

|  | 79,24 % |

|  | 100 % |

#### Senado
- Catamarca
- Chubut
- Córdoba
- Corrientes
- La Pampa
- Mendoza
- Santa Fe
- Tucumán

|  | 42,75 % |

|  | 100 % |

|  | 27,97 % |

|  | 76,61 % |

|  | 23,39 % |

|  | 5,03 % |

|  | 100 % |

|  | 1,05 % |

|  | 100 % |

|  | 0,55 % |

|  | 100 % |

|  | 0,25 % |

|  | 100 % |

|  | 77,60 % |

|  | 22,40 % |

|  | 99,75 % |

|  | 0,25 % |

|  | 74,61 % |

|  | 100 % |

|  | 31,29 % |

|  | 92,13 % |

|  | 7,87 % |

|  | 24,96 % |

|  | 100 % |

|  | 13,27 % |

|  | 100 % |

|  | 1,63 % |

|  | 100 % |

|  | 1,00 % |

|  | 100 % |

|  | 0,95 % |

|  | 100 % |

|  | 0,65 % |

|  | 100 % |

|  | 0,53 % |

|  | 100 % |

|  | 74,28 % |

|  | 25,72 % |

|  | 98,16 % |

|  | 1,84 % |

|  | 76,51 % |

|  | 100 % |

|  | 36,10 % |

|  | 100 % |

|  | 30,96 % |

|  | 100 % |

|  | 13,88 % |

|  | 100 % |

|  | 4,36 % |

|  | 62,30 % |

|  | 37,70 % |

|  | 2,61 % |

|  | 38,50 % |

|  | 35,62 % |

|  | 25,88 % |

|  | 2,60 % |

|  | 100 % |

|  | 0,58 % |

|  | 100 % |

|  | 0,42 % |

|  | 100 % |

|  | 0,27 % |

|  | 100 % |

|  | 90,72 % |

|  | 8,12 % |

|  | 98,84 % |

|  | 1,16 % |

|  | 71,20 % |

|  | 100 % |

|  | 46,54 % |

|  | 100 % |

|  | 28,37 % |

|  | 79,72 % |

|  | 11,60 % |

|  | 8,68 % |

|  | 13,61 % |

|  | 54,08 % |

|  | 45,92 % |

|  | 0,83 % |

|  | 100 % |

|  | 0,49 % |

|  | 100 % |

|  | 0,24 % |

|  | 100 % |

|  | 0,21 % |

|  | 100 % |

|  | 90,29 % |

|  | 9,71 % |

|  | 99,30 % |

|  | 0,70 % |

|  | 74,74 % |

|  | 100 % |

|  | 43,11 % |

|  | 58,15 % |

|  | 41,85 % |

|  | 34,64 % |

|  | 52,96 % |

|  | 47,04 % |

|  | 9,80 % |

|  | 100 % |

|  | 1,90 % |

|  | 100 % |

|  | 1,23 % |

|  | 100 % |

|  | 0,45 % |

|  | 100 % |

|  | 91,13 % |

|  | 8,87 % |

|  | 99,01 % |

|  | 0,99 % |

|  | 77,87 % |

|  | 100 % |

|  | 34,85 % |

|  | 100 % |

|  | 30,63 % |

|  | 100 % |

|  | 9,90 % |

|  | 100 % |

|  | 8,51 % |

|  | 90,99 % |

|  | 9,01 % |

|  | 4,17 % |

|  | 100 % |

|  | 1,07 % |

|  | 100 % |

|  | 0,25 % |

|  | 100 % |

|  | 89,38 % |

|  | 10,62 % |

|  | 98,49 % |

|  | 1,51 % |

|  | 78,59 % |

|  | 100 % |

|  | 31,10 % |

|  | 100 % |

|  | 25,09 % |

|  | 100 % |

|  | 16,77 % |

|  | 100 % |

|  | 11,93 % |

|  | 100 % |

|  | 2,20 % |

|  | 37,53 % |

|  | 32,87 % |

|  | 29,60 % |

|  | 2,19 % |

|  | 56,63 % |

|  | 43,37 % |

|  | 0,48 % |

|  | 100 % |

|  | 0,42 % |

|  | 100 % |

|  | 0,24 % |

|  | 100 % |

|  | 0,19 % |

|  | 100 % |

|  | 0,13 % |

|  | 100 % |

|  | 90,74 % |

|  | 9,26 % |

|  | 97,77 % |

|  | 2,23 % |

|  | 67,19 % |

|  | 100 % |

|  | 52,81 % |

|  | 100 % |

|  | 24,30 % |

|  | 100 % |

|  | 6,71 % |

|  | 100 % |

|  | 2,07 % |

|  | 50,94 % |

|  | 49,06 % |

|  | 1,01 % |

|  | 100 % |

|  | 0,45 % |

|  | 100 % |

|  | 0,35 % |

|  | 100 % |

|  | 87,70 % |

|  | 12,30 % |

|  | 98,88 % |

|  | 1,12 % |

|  | 79,24 % |

|  | 100 % |